# Горњи Невиздраци
Горњи Невиздраци су насељено место у Босни и Херцеговини у општини Коњиц у Херцеговачко-неретванском кантону које административно припада Федерацији Босне и Херцеговине. Према попису становништва из 1991. у насељу је живјело 217 становника.

## Становништво
По последњем службеном попису становништва из 1991. године, у насељу Горњи Невиздраци живело је 217 становника. Становници су претежно били Муслимани.
| Националност | 1991.        | 1981. | 1971. |
| Муслимани    | 166 (76,50%) |       |       |
| Хрвати       | 35 (16,13%)  |       |       |
| Срби         | 15 (6,91%)   |       |       |
| Југословени  | 1 (0,46%)    |       |       |
| Укупно       | 217          |       |       |